# 制空權
制空權（英語：Aerial supremacy），又稱空中優勢（air superiority），空優，是空戰軍事理論，指空中戰力將敵方的空中戰力進行壓制乃至完全摧毀，於特定的空域取得主导权，从而使空军可以无顾虑地攻击地面上的敌方有生力量，并同时配合陸、海武装軍力形成战略优势。由制海權概念展而來。
自兩次世界大戰起，兩方軍隊勢力衝突時，最有效也最有利的就是取得制空權，以利我方陸軍／海軍執行任務，並防止對方空軍干擾，也能對我方部隊進行支援。北大西洋公約組織以及五角大廈則將制空權分為完全將敵方之空中武力徹底排除、摧毀的「空中霸權(Air supremacy)」；以及暫時排除敵方的空中武力，使己方空中战力取得作戰優勢的「空中優勢(Air superiority)」兩種類別。
制空權最早由義大利軍事家朱利奥·杜黑提出。在杜黑的專著《制空權（義大利語：Il Dominio dell'Aria）》中，現代戰爭依靠全體國家工業基礎的支援，一旦摧毀基礎建設就足以使敵軍失去發動戰爭的能力。他認為只要敵軍缺乏槍械、子彈、戰車或飛機等等的軍事裝備，便會因無法繼續作戰而造成社會動亂進一步迫使敵人投降。如要徹底摧毀敵軍的生產力，就必須對其發動戰爭的軍用設備進行大規模的戰略轟炸。

## 程度
| 優勢方                      | 定義                                                         | 劣勢方                       |
| --------------------------- | ------------------------------------------------------------ | ---------------------------- |
| 空中霸權（Air supremacy）   | 劣勢方空軍完全無法對優勢方空軍的行動進行有效干涉             | 空中無能（Air incapability） |
| 空中優勢（Air superiority） | 優勢方空軍能在任何時間和地點行動，而不受劣勢方空軍的過多干涉 | 空中拒止（Air denial）       |
| 空中均勢（Air parity）      | 雙方空軍沒有明顯優勢，僅能控制己方一側的天空                 | 空中均勢（Air parity）       |